# Nabila Aghanim
Nabila Aghanim, née en 1969 à Alger, est une astrophysicienne et cosmologiste algérienne spécialiste de l'interprétation du rayonnement fossile.

## Biographie
Nabila Aghanim est née en 1969 à Alger. Elle obtient un baccalauréat scientifique en 1988 et arrive en France en 1993. En 1996, elle soutient une thèse intitulée Contribution à l'étude des anisotropies secondaires du fond de rayonnement cosmologique sous la direction de Jean-Loup Puget à l'université Paris-Diderot. 
Elle effectue ses recherches postdoctorales à l'Université de Californie à Berkeley où elle ne peut rester que 6 mois en raison de problèmes de droits de séjours dus à sa nationalité algérienne. Elle dirige ses recherches à l'Institut d'astrophysique spatiale (IAS) d'Orsay. 
Nabila Aghanim est une spécialiste de l'interprétation du fond diffus cosmologique, ce fond électromagnétique, reliquat du Big Bang qui nous renseigne sur les conditions initiales de l'Univers, son âge, sa structure. Son champ d'action se situe à l'interface entre les théories et les observations faites par les radiotélescopes. Elle s'intéresse également aux amas de galaxies et aux structures à grande échelle de l'Univers.
Elle est membre de la collaboration Planck où elle travaille sur l'effet SZ. Elle participe également au projet de télescope spatial Euclid et au réseau européen de radiotélescopes LOFAR.

## Distinctions
- 2005 : médaille de bronze du CNRS, section science de l'Univers[6]
- 2017 : médaille d'argent du CNRS[7].
- 2022 : Grand prix Huy Duong Bui de l'Académie des sciences[8]